# Gal Hareeri
Gal Hareeri (ook: Galhareeri, Galhareri, Gal-Hareri)
is een groot dorp in het district Ceel Buur in de regio Galguduud in Centraal-Somalië.
Gal Hareeri heeft een typisch opbouw met een groot, min of meer rond dorpsplein met radiaal (stervormig) weglopende straatjes. Er staat een zendmast. Het dorp ligt 61 km ten zuidoosten van de districtshoofdstad Ceel Buur (El Bur). Dorpen in de omgeving zijn Garable (16,3 km ten noorden van Gal Hareeri); Jacar (31,7 km ten westen) en Marjaan (27,9 km zuidoostelijk). Garable en Jacar hebben dezelfde stervormige dorps-lay-out.

## Hoofdkwartier Al Shabaab
Als onderdeel van de Somalische strijd tegen de islamitische terreurgroep Al-Shabaab vond in de herfst van 2014 Operatie Indian Ocean plaats door het Somalische leger in samenwerking met de Afrikaanse Vredesmacht AMISOM. Daarbij werd de groep uit grote delen van Zuid-Somalië verdreven, o.a. uit de kustplaats Baraawe waar zij hun hoofdkwartier hadden. Het lijkt erop dat Al-Shabaab Gal Hareeri als nieuwe hoofdplaats cq. uitvalsbasis heeft gekozen. Vanaf medio oktober 2014 zijn honderden strijders in het plaatsje -dat zij al sinds 2007 in handen hebben - neergestreken. De groep zou Gal Hareeri gekozen hebben omdat het ver weg ligt van de kust en is omringd door zandduinen; dit zou het moeilijk maken de plaats in te nemen. (Inderdaad ligt er een kleine groep duinen ca. 7,5 km ten zuiden van Gal Hareeri; een 'echt' groot duingebied begint echter pas op 35 km afstand.) Ook de goede weg vanuit Harardheere (80 km oostelijk) zou het voor medestrijders vanuit Puntland gemakkelijk maken om Gal Hareeri te bereiken. De bevolking is niet blij met de komst van de terroristen. Het onderwijs is tot stilstand gekomen om dat de strijders schoolgebouwen als onderkomen gebruiken. Ook is landbouwgrond geconfisqueerd om militaire oefeningen te houden, en zijn harde regels opgelegd aan de bevolking. Werken voor de overheid is verboden; luisteren naar het Al-Shabaab radiostation - dat vanuit Baraawe is overgebracht - is verplicht, en de bewegingsvrijheid is beperkt. Ook de (nieuwe) leider van Al-Shabaab, Ahmed Omar, ook bekend als Abu Ubaidah, zou in Gal Hareeri zijn neergestreken.

## Klimaat
Gal Hareeri heeft een aride steppeklimaat. De gemiddelde jaartemperatuur is 27,4 °C. April is de warmste maand, gemiddeld 29,4 °C; januari is het koelste, gemiddeld 26,3 °C. De jaarlijkse regenval bedraagt ca. 218 mm (ter vergelijking: Nederland ca. 800 mm). Er zijn twee duidelijke droge seizoenen: van december t/m maart en juni t/m september, en twee regenseizoenen, april-mei (de zgn. Gu-regens) en oktober-november (de zgn. Dayr-regens). Bijna alle regen in het jaar valt in die 4 maanden. Overigens kan de neerslag sterk fluctueren van jaar tot jaar.